# جورج سميث (لاعب كرة قدم بريطاني)
جورج سميث (بالإنجليزية: George Smith)‏ (20 نوفمبر 1908 بسندرلاند في المملكة المتحدة - ) هو لاعب كرة قدم بريطاني في مركز الدفاع. لعب مع نادي ليتون أورينت ونادي واتفورد ويوفل تاون ونادي باث سيتي وEasington Colliery A.F.C. ‏ ودارلينجتون إف سى.